# Teisuke Tanaka
Teisuke Tanaka (田中禎助?, Tanaka Teisuke; Kawagoe, 13 aprile 1937 – 23 febbraio 2015) è stato un pilota motociclistico giapponese.

## Carriera
Ha fatto parte della pattuglia di piloti che la Honda, per la prima volta nella sua storia, ha inviato in Europa nel 1959 per competere nel campionato mondiale di velocità.
La sua prima presenza viene registrata al Tourist Trophy del 1959 dove comunque non ottiene punti validi per la classifica iridata essendo arrivato all'ottavo posto. La casa motociclistica giapponese ha poi presentato la sua squadra nell'edizione successiva di quella che ai tempi era una delle corse più famose al mondo e da lì sono iniziate le partecipazioni di Tanaka alle varie tappe del motomondiale.
Al termine della carriera agonistica le sue statistiche parlano di 1 gran premio vinto nella classe 125 nella stagione 1962 in occasione del Gran Premio motociclistico delle Nazioni. Viene spesso confuso con il quasi omonimo Kenjiro Tanaka, sempre pilota ufficiale della Honda che ha gareggiato anche nella classe 250, conquistando per la casa giapponese il primo podio della sua storia, in occasione del Gran Premio di Germania del 1960.

## Risultati nel motomondiale

### Classe 50
| 1962 | Classe | Moto  |  |  |  |  |  |  |    |  |  |   |  | Punti | Pos. |
| ---- | ------ | ----- |  |  |  |  |  |  | -- |  |  | - |  | ----- | ---- |
| 1962 | 50     | Honda |  |  |  |  |  |  | NE |  |  | 5 |  | 2     | 12º  |

| Legenda | 1º posto        | 2º posto            | 3º posto            | A punti      | Senza punti        | Grassetto – Pole position Corsivo – Giro più veloce |
| Legenda | Gara non valida | Non qual./Non part. | Ritirato/Non class. | Squalificato | '-' Dato non disp. | Grassetto – Pole position Corsivo – Giro più veloce |

### Classe 125
| 1961 | Classe | Moto  |  |  |  |  |  |  |  |  |   |  |  |  | Punti | Pos. |
| ---- | ------ | ----- |  |  |  |  |  |  |  |  | - |  |  |  | ----- | ---- |
| 1961 | 125    | Honda |  |  |  |  |  |  |  |  | 2 |  |  |  | 6     | 9º   |

| 1962 | Classe | Moto  |  |  |  |  |  |  |   |  |   |  |  |  | Punti | Pos. |
| ---- | ------ | ----- |  |  |  |  |  |  | - |  | - |  |  |  | ----- | ---- |
| 1962 | 125    | Honda |  |  |  |  |  |  | 4 |  | 1 |  |  |  | 11    | 6º   |

| 1964 | Classe | Moto   |  |  |  |  |  |    |  |  |  |  |  |   | Punti | Pos. |
| ---- | ------ | ------ |  |  |  |  |  | -- |  |  |  |  |  | - | ----- | ---- |
| 1964 | 125    | Suzuki |  |  |  |  |  | NE |  |  |  |  |  | 4 | 3     | 14º  |

| Legenda | 1º posto        | 2º posto            | 3º posto            | A punti      | Senza punti        | Grassetto – Pole position Corsivo – Giro più veloce |
| Legenda | Gara non valida | Non qual./Non part. | Ritirato/Non class. | Squalificato | '-' Dato non disp. | Grassetto – Pole position Corsivo – Giro più veloce |

### Classe 250
| 1961 | Classe | Moto  |  |  |  |  |  |  |  |  |   |  |  | Punti | Pos. |
| ---- | ------ | ----- |  |  |  |  |  |  |  |  | - |  |  | ----- | ---- |
| 1961 | 250    | Honda |  |  |  |  |  |  |  |  | 7 |  |  | 0     |      |

| Legenda | 1º posto        | 2º posto            | 3º posto            | A punti      | Senza punti        | Grassetto – Pole position Corsivo – Giro più veloce |
| Legenda | Gara non valida | Non qual./Non part. | Ritirato/Non class. | Squalificato | '-' Dato non disp. | Grassetto – Pole position Corsivo – Giro più veloce |